# Roeselia gigas
Roeselia gigas är en fjärilsart som beskrevs av Butler 1884. Roeselia gigas ingår i släktet Roeselia och familjen trågspinnare. Inga underarter finns listade.